# English Football League Two 2025-26
La English Football League Two 2025-26 (referida como Sky Bet League Two por motivos de patrocinio), es la vigésima segunda temporada de la EFL League Two y la temporada número 34 en su actual formato de división de liga, que corresponde a la cuarta categoría del fútbol inglés. Un total de 24 equipos disputaron la liga, incluyendo 18 equipos de la temporada anterior, cuatro relegados de la League One 2024-25 y dos promovidos de la National League 2024-25.

## Ascensos y descensos
| Pos.  | de EFL Two a EFL One |
| ----- | -------------------- |
| 1.º   | Doncaster Rovers     |
| 2.º   | Port Vale            |
| 3.º   | Bradford City        |
| Prom. | Wimbledon            |

| Pos. | de EFL One a EFL Two |
| ---- | -------------------- |
| 21.º | Crawley Town         |
| 22.º | Bristol Rovers       |
| 23.º | Cambridge United     |
| 24.º | Shrewsbury Town      |

| Pos   | National League a EFL Two |
| ----- | ------------------------- |
| 1º    | Barnet                    |
| Prom. | Oldham Athletic           |

| Pos  | EFL Two a National League |
| ---- | ------------------------- |
| 23.º | Morecambe                 |
| 24.º | Carlisle United           |

## Información
| Equipo             | Entrenador       | Capitán          | Estadio             | Capacidad | Proveedor      | Patrocinador Principal                               |
| ------------------ | ---------------- | ---------------- | ------------------- | --------- | -------------- | ---------------------------------------------------- |
| Accrington Stanley | John Doolan      | Séamus Conneely  | Crown Ground        | 5,450     | Macron         |                                                      |
| Barnet             | Dean Brennan     | Dale Gorman      | The Hive Stadium    | 6,418     | Stanno         |                                                      |
| Barrow             | Andy Whing       | Niall Canavan    | Holker Street       | 6,500     | Puma           |                                                      |
| Bristol Rovers     | Darrell Clarke   | Sam Finley       | Memorial Stadium    | 9,832     | Macron         | Utilita                                              |
| Bromley            | Andy Woodman     | Byron Webster    | Hayes Lane          | 5,300     | Macron         | LSP Renewables                                       |
| Cambridge United   | Neil Harris      | TBA              | Abbey Stadium       | 8,127     | Umbro          | BrewBoard Cambrigde                                  |
| Cheltenham Town    | Michael Flynn    |                  | Whaddon Road        | 7,066     | Erreà          |                                                      |
| Chesterfield       | Paul Cook        | Jamie Grimes     | SMH Group Stadium   | 10,504    | Puma           | Leengate Valves                                      |
| Colchester United  | Danny Cowley     | Connor Hall      | Colchester Stadium  | 10,105    | Macron         |                                                      |
| Crawley Town       | Scott Lindsey    | Ben Gladwin      | Broadfield Stadium  | 5,996     | Adidas         | Rentokil Initial                                     |
| Crewe Alexandra    | Lee Bell         |                  | Gresty Road         | 10,153    | FBT            | Mornflake                                            |
| Fleetwood Town     | Pete Wild        | Brendan Wiredu   | Highbury Stadium    | 5,327     | Puma           |                                                      |
| Gillingham         | Gareth Ainsworth | Shaun Williams   | Priestfield Stadium | 11,582    | Macron         | Bauvill                                              |
| Grimsby Town       | David Artell     | Danny Rose       | Blundell Park       | 9,052     | Umbro          |                                                      |
| Harrogate Town     | Simon Weaver     | Josh Falkingham  | Wetherby Road       | 5,000     | New Balance    | EnviroVent                                           |
| Milton Keynes Dons | Paul Warne       | Dean Lewington   | Stadium MK          | 30,500    | Castore        | Suzuki                                               |
| Newport County     | David Hughes     | Ryan Delaney     | Rodney Parade       | 7,850     | VX3 Sportswear | Pure Vans                                            |
| Notts County       | Martin Paterson  | Kyle Cameron     | Meadow Lane         | 19,841    | Puma           | John Pye Auctions (home)                             |
| Oldham Athletic    | Micky Mellon     | Liam Hogan       | Boundary Park       | 13,513    | Puma           | RRG                                                  |
| Salford City       | Karl Robinson    | Elliott Watt     | Moor Lane           | 5,108     | Adidas         |                                                      |
| Shrewsbury Town    | Michael Appleton | Luke Leahy       | New Meadow          | 9,875     | Umbro          | Morris Property (Local) Shropshire Homes (Visitante) |
| Swindon Town       | Ian Holloway     |                  | County Ground       | 15,728    | Adidas         | MiPermit                                             |
| Tranmere Rovers    | Andy Crosby      | Connor Jennings  | Prenton Park        | 16,789    | Mills          |                                                      |
| Walsall            | Mat Sadler       | Donervon Daniels | Bescot Stadium      | 11,300    | Macron         | Poundland                                            |

## Cambios de entrenadores
| Equipo         | Entrenador      | Tipo de salida     | Salida             | Posición     | Entrenador      | Entrada             |
| -------------- | --------------- | ------------------ | ------------------ | ------------ | --------------- | ------------------- |
| Bristol Rovers | Iñigo Calderón  | Destitución        | 6 de mayo de 2025  | Pretemporada | Darrell Clarke  | 6 de mayo de 2025   |
| Newport County | Dafydd Williams | Fin de interinidad | 8 de mayo de 2025  | Pretemporada | David Hughes    | 8 de mayo de 2025   |
| Notts County   | Stuart Maynard  | Destitución        | 22 de mayo de 2025 | Pretemporada | Martin Paterson | 22 de junio de 2025 |

## Localización

#### Condados de Inglaterra
| Condado                     | N.º | Equipos                             |
| --------------------------- | --- | ----------------------------------- |
| Gran Londres                | 2   | Barnet y Bromley                    |
| Gran Mánchester             | 2   | Oldham Athletic y Salford City      |
| Lancashire                  | 2   | Accrington Stanley y Fleetwood Town |
| Yorkshire del Norte         | 2   | Grimsby Town y Harrogate Town       |
| Bristol                     | 1   | Bristol Rovers                      |
| Buckinghamshire             | 1   | Milton Keynes Dons                  |
| Cambridgeshire              | 1   | Cambridge United                    |
| Cheshire                    | 1   | Crewe Alexandra                     |
| Cumbria                     | 1   | Barrow                              |
| Derbyshire                  | 1   | Chesterfield                        |
| Essex                       | 1   | Colchester United                   |
| Gloucestershire             | 1   | Cheltenham Town                     |
| Kent                        | 1   | Gillingham                          |
| Merseyside                  | 1   | Tranmere Rovers                     |
| Nottinghamshire             | 1   | Notts County                        |
| Shropshire                  | 1   | Shrewsbury Town                     |
| Sussex del Oeste            | 1   | Crawley Town                        |
| Tierras Medias Occidentales | 1   | Walsall                             |
| Wiltshire                   | 1   | Swindon Town                        |

#### Condados preservados de Gales
| Condado | N.º | Equipos        |
| ------- | --- | -------------- |
| Gwent   | 1   | Newport County |

## Clasificación
Los tres primeros equipos de la clasificación, ascenderán directamente a la EFL League One 2026-27, los clubes ubicados del cuarto al séptimo puesto disputarán un play-off para determinar un cuarto ascenso. Por otro lado, los dos equipos de peor ubicación en la tabla, descenderán directamente a la National League 2026-27.
| Pos. | Equipo             | Pts. | PJ | G | E | P | GF | GC | Dif. | Clasificación 2025-26                         |
| ---- | ------------------ | ---- | -- | - | - | - | -- | -- | ---- | --------------------------------------------- |
| 1    | Crewe Alexandra    | 12   | 4  | 4 | 0 | 0 | 10 | 2  | +8   | Ascenso a la Football League One              |
| 2    | Grimsby Town       | 10   | 4  | 3 | 1 | 0 | 9  | 4  | +5   | Ascenso a la Football League One              |
| 3    | Chesterfield       | 9    | 4  | 3 | 0 | 1 | 7  | 5  | +2   | Ascenso a la Football League One              |
| 4    | Salford City       | 9    | 4  | 3 | 0 | 1 | 6  | 5  | +1   | Play-offs de ascenso a la Football League One |
| 5    | Milton Keynes Dons | 8    | 4  | 2 | 2 | 0 | 8  | 1  | +7   | Play-offs de ascenso a la Football League One |
| 6    | Gillingham         | 8    | 4  | 2 | 2 | 0 | 7  | 3  | +4   | Play-offs de ascenso a la Football League One |
| 7    | Bromley            | 8    | 4  | 2 | 2 | 0 | 6  | 3  | +3   | Play-offs de ascenso a la Football League One |
| 8    | Harrogate Town     | 8    | 4  | 2 | 2 | 0 | 6  | 4  | +2   |                                               |
| 9    | Cambridge United   | 7    | 4  | 2 | 1 | 1 | 6  | 5  | +1   |                                               |
| 10   | Fleetwood Town     | 7    | 4  | 2 | 1 | 1 | 7  | 7  | 0    |                                               |
| 11   | Walsall            | 6    | 4  | 2 | 0 | 2 | 4  | 4  | 0    |                                               |
| 12   | Swindon Town       | 6    | 4  | 2 | 0 | 2 | 6  | 7  | −1   |                                               |
| 13   | Tranmere Rovers    | 5    | 3  | 1 | 2 | 0 | 6  | 2  | +4   |                                               |
| 14   | Colchester United  | 5    | 4  | 1 | 2 | 1 | 5  | 4  | +1   |                                               |
| 15   | Notts County       | 4    | 4  | 1 | 1 | 2 | 7  | 6  | +1   |                                               |
| 16   | Newport County     | 4    | 4  | 1 | 1 | 2 | 4  | 5  | −1   |                                               |
| 17   | Oldham Athletic    | 3    | 4  | 0 | 3 | 1 | 2  | 3  | −1   |                                               |
| 18   | Barnet             | 3    | 4  | 1 | 0 | 3 | 3  | 6  | −3   |                                               |
| 19   | Barrow             | 3    | 4  | 1 | 0 | 3 | 2  | 5  | −3   |                                               |
| 20   | Accrington Stanley | 1    | 3  | 0 | 1 | 2 | 2  | 5  | −3   |                                               |
| 21   | Bristol Rovers     | 1    | 4  | 0 | 1 | 3 | 2  | 6  | −4   |                                               |
| 22   | Crawley Town       | 1    | 4  | 0 | 1 | 3 | 2  | 7  | −5   |                                               |
| 23   | Shrewsbury Town    | 1    | 4  | 0 | 1 | 3 | 1  | 10 | −9   | Descenso a la National League                 |
| 24   | Cheltenham Town    | 0    | 4  | 0 | 0 | 4 | 1  | 10 | −9   | Descenso a la National League                 |

Actualizado a los partidos jugados el 20 de agosto de 2025.
 Fuente: EFL

### Evolución de la clasificación
| Equipo             | 01 | 02 | 03 | 04  | 05 | 06 | 07 | 08 | 09 | 10 | 11 | 12 | 13 | 14 | 15 | 16 | 17 | 18 | 19 | 20 | 21 | 22 | 23 | 24 | 25 | 26 | 27 | 28 | 29 | 30 | 31 | 32 | 33 | 34 | 35 | 36 | 37 | 38 | 39 | 40 | 41 | 42 | 43 | 44 | 45 | 46 |
| Equipo             |    |    |    |     |    |    |    |    |    |    |    |    |    |    |    |    |    |    |    |    |    |    |    |    |    |    |    |    |    |    |    |    |    |    |    |    |    |    |    |    |    |    |    |    |    |    |
| ------------------ | -- | -- | -- | --- | -- | -- | -- | -- | -- | -- | -- | -- | -- | -- | -- | -- | -- | -- | -- | -- | -- | -- | -- | -- | -- | -- | -- | -- | -- | -- | -- | -- | -- | -- | -- | -- | -- | -- | -- | -- | -- | -- | -- | -- | -- | -- |
| Crewe Alexandra    | 2  | 1  | 2  | 1   |    |    |    |    |    |    |    |    |    |    |    |    |    |    |    |    |    |    |    |    |    |    |    |    |    |    |    |    |    |    |    |    |    |    |    |    |    |    |    |    |    |    |
| Grimsby Town       | 1  | 5  | 4  | 2   |    |    |    |    |    |    |    |    |    |    |    |    |    |    |    |    |    |    |    |    |    |    |    |    |    |    |    |    |    |    |    |    |    |    |    |    |    |    |    |    |    |    |
| Chesterfield       | 6  | 3  | 1  | 3   |    |    |    |    |    |    |    |    |    |    |    |    |    |    |    |    |    |    |    |    |    |    |    |    |    |    |    |    |    |    |    |    |    |    |    |    |    |    |    |    |    |    |
| Salford City       | 22 | 14 | 8  | 4   |    |    |    |    |    |    |    |    |    |    |    |    |    |    |    |    |    |    |    |    |    |    |    |    |    |    |    |    |    |    |    |    |    |    |    |    |    |    |    |    |    |    |
| Milton Keynes Dons | 15 | 7  | 3  | 5   |    |    |    |    |    |    |    |    |    |    |    |    |    |    |    |    |    |    |    |    |    |    |    |    |    |    |    |    |    |    |    |    |    |    |    |    |    |    |    |    |    |    |
| Gillingham         | 10 | 10 | 13 | 6   |    |    |    |    |    |    |    |    |    |    |    |    |    |    |    |    |    |    |    |    |    |    |    |    |    |    |    |    |    |    |    |    |    |    |    |    |    |    |    |    |    |    |
| Bromley            | 14 | 6  | 10 | 7   |    |    |    |    |    |    |    |    |    |    |    |    |    |    |    |    |    |    |    |    |    |    |    |    |    |    |    |    |    |    |    |    |    |    |    |    |    |    |    |    |    |    |
| Harrogate Town     | 7  | 8  | 12 | 8   |    |    |    |    |    |    |    |    |    |    |    |    |    |    |    |    |    |    |    |    |    |    |    |    |    |    |    |    |    |    |    |    |    |    |    |    |    |    |    |    |    |    |
| Cambridge United   | 5  | 12 | 14 | 9   |    |    |    |    |    |    |    |    |    |    |    |    |    |    |    |    |    |    |    |    |    |    |    |    |    |    |    |    |    |    |    |    |    |    |    |    |    |    |    |    |    |    |
| Fleetwood Town     | 3  | 2  | 5  | 10  |    |    |    |    |    |    |    |    |    |    |    |    |    |    |    |    |    |    |    |    |    |    |    |    |    |    |    |    |    |    |    |    |    |    |    |    |    |    |    |    |    |    |
| Walsall            | 4  | 13 | 7  | 11  |    |    |    |    |    |    |    |    |    |    |    |    |    |    |    |    |    |    |    |    |    |    |    |    |    |    |    |    |    |    |    |    |    |    |    |    |    |    |    |    |    |    |
| Swindon Town       | 18 | 11 | 6  | 12  |    |    |    |    |    |    |    |    |    |    |    |    |    |    |    |    |    |    |    |    |    |    |    |    |    |    |    |    |    |    |    |    |    |    |    |    |    |    |    |    |    |    |
| Tranmere Rovers    | 13 | 4  | 9  | 13* |    |    |    |    |    |    |    |    |    |    |    |    |    |    |    |    |    |    |    |    |    |    |    |    |    |    |    |    |    |    |    |    |    |    |    |    |    |    |    |    |    |    |
| Colchester United  | 9  | 15 | 11 | 14  |    |    |    |    |    |    |    |    |    |    |    |    |    |    |    |    |    |    |    |    |    |    |    |    |    |    |    |    |    |    |    |    |    |    |    |    |    |    |    |    |    |    |
| Notts County       | 12 | 17 | 18 | 15  |    |    |    |    |    |    |    |    |    |    |    |    |    |    |    |    |    |    |    |    |    |    |    |    |    |    |    |    |    |    |    |    |    |    |    |    |    |    |    |    |    |    |
| Newport County     | 11 | 9  | 15 | 16  |    |    |    |    |    |    |    |    |    |    |    |    |    |    |    |    |    |    |    |    |    |    |    |    |    |    |    |    |    |    |    |    |    |    |    |    |    |    |    |    |    |    |
| Oldham Athletic    | 16 | 16 | 17 | 17  |    |    |    |    |    |    |    |    |    |    |    |    |    |    |    |    |    |    |    |    |    |    |    |    |    |    |    |    |    |    |    |    |    |    |    |    |    |    |    |    |    |    |
| Barnet             | 23 | 24 | 22 | 18  |    |    |    |    |    |    |    |    |    |    |    |    |    |    |    |    |    |    |    |    |    |    |    |    |    |    |    |    |    |    |    |    |    |    |    |    |    |    |    |    |    |    |
| Barrow             | 19 | 21 | 16 | 19  |    |    |    |    |    |    |    |    |    |    |    |    |    |    |    |    |    |    |    |    |    |    |    |    |    |    |    |    |    |    |    |    |    |    |    |    |    |    |    |    |    |    |
| Accrington Stanley | 8  | 18 | 19 | 20* |    |    |    |    |    |    |    |    |    |    |    |    |    |    |    |    |    |    |    |    |    |    |    |    |    |    |    |    |    |    |    |    |    |    |    |    |    |    |    |    |    |    |
| Bristol Rovers     | 20 | 20 | 21 | 21  |    |    |    |    |    |    |    |    |    |    |    |    |    |    |    |    |    |    |    |    |    |    |    |    |    |    |    |    |    |    |    |    |    |    |    |    |    |    |    |    |    |    |
| Crawley Town       | 24 | 23 | 23 | 22  |    |    |    |    |    |    |    |    |    |    |    |    |    |    |    |    |    |    |    |    |    |    |    |    |    |    |    |    |    |    |    |    |    |    |    |    |    |    |    |    |    |    |
| Shrewsbury Town    | 17 | 19 | 20 | 23  |    |    |    |    |    |    |    |    |    |    |    |    |    |    |    |    |    |    |    |    |    |    |    |    |    |    |    |    |    |    |    |    |    |    |    |    |    |    |    |    |    |    |
| Cheltenham Town    | 21 | 22 | 24 | 24  |    |    |    |    |    |    |    |    |    |    |    |    |    |    |    |    |    |    |    |    |    |    |    |    |    |    |    |    |    |    |    |    |    |    |    |    |    |    |    |    |    |    |

## Resultados
| Local \ Visitante  | ACC | BRN | BAR | BRR | BRO | CAM | CHT | CHE | COL | CRA | CRE | FLE | GIL | GRI | HAR | MKD | NEW | NOC | OLD | SAL | SHR | SWI | TRA | WAL |
| ------------------ | --- | --- | --- | --- | --- | --- | --- | --- | --- | --- | --- | --- | --- | --- | --- | --- | --- | --- | --- | --- | --- | --- | --- | --- |
| Accrington Stanley | —   |     |     |     |     |     |     |     |     |     |     |     | 1–1 |     |     |     |     |     |     |     |     |     | Apl |     |
| Barnet             |     | —   |     |     |     |     |     |     |     |     |     | 0–2 |     |     |     |     |     |     |     |     |     |     |     | 1–2 |
| Barrow             |     |     | —   |     |     |     |     |     |     |     |     |     |     |     |     | 0–2 |     | 2–1 |     |     |     |     |     |     |
| Bristol Rovers     |     |     |     | —   |     |     |     |     |     |     |     |     |     |     | 0–1 |     |     |     | 0–0 |     |     |     |     |     |
| Bromley            |     | 2–0 |     |     | —   |     |     |     |     |     |     | 2–2 |     |     |     |     |     |     |     |     |     |     |     |     |
| Cambridge United   |     |     |     |     |     | —   | 1–0 |     |     |     |     |     |     |     | 1–1 |     |     |     |     |     |     |     |     |     |
| Cheltenham Town    |     |     |     |     | 1–2 |     | —   | 0–2 |     |     |     |     |     |     |     |     |     |     |     |     |     |     |     |     |
| Chesterfield       |     |     | 1–0 | 3–1 |     |     |     | —   |     |     |     |     |     |     |     |     |     |     |     |     |     |     |     |     |
| Colchester United  |     |     |     |     |     | 1–2 |     |     | —   |     |     |     |     |     |     |     |     |     |     |     |     |     | 1–1 |     |
| Crawley Town       |     |     |     |     |     |     |     |     |     | —   |     |     |     |     |     | 1–1 | 1–2 |     |     |     |     |     |     |     |
| Crewe Alexandra    | 2–0 |     |     |     |     |     |     |     |     | 1–0 | —   |     |     |     |     |     |     |     |     |     |     |     |     |     |
| Fleetwood Town     |     |     |     | 2–1 |     |     |     |     |     |     | 1–4 | —   |     |     |     |     |     |     |     |     |     |     |     |     |
| Gillingham         |     |     |     |     |     |     |     | 4–1 |     |     |     |     | —   |     |     |     |     |     |     |     |     |     |     | 1–0 |
| Grimsby Town       |     |     |     |     |     |     |     |     |     | 3–0 |     |     |     | —   |     |     | 2–1 |     |     |     |     |     |     |     |
| Harrogate Town     |     |     | 1–0 |     |     |     |     |     |     |     |     |     |     | 3–3 | —   |     |     |     |     |     |     |     |     |     |
| Milton Keynes Dons |     |     |     |     |     |     | 5–0 |     |     |     |     |     |     |     |     | —   |     |     | 0–0 |     |     |     |     |     |
| Newport County     |     |     |     |     |     |     |     |     |     |     |     |     |     |     |     |     | —   | 1–1 |     | 0–1 |     |     |     |     |
| Notts County       |     |     |     |     |     |     |     |     |     |     |     |     |     |     |     |     |     | —   |     | 1–2 | 4–1 |     |     |     |
| Oldham Athletic    |     |     |     |     |     |     |     |     | 1–1 |     |     |     |     |     |     |     |     |     | —   |     |     | 1–2 |     |     |
| Salford City       | 2–1 |     |     |     |     |     |     |     |     |     | 1–3 |     |     |     |     |     |     |     |     | —   |     |     |     |     |
| Shrewsbury Town    |     |     |     |     | 0–0 |     |     |     | 0–2 |     |     |     |     |     |     |     |     |     |     |     | —   |     |     |     |
| Swindon Town       |     |     | 0–2 |     |     | 3–2 |     |     |     |     |     |     |     |     |     |     |     |     |     |     |     | —   |     |     |
| Tranmere Rovers    |     |     |     |     |     |     |     |     |     |     |     |     | 1–1 |     |     |     |     |     |     |     | 4–0 |     | —   |     |
| Walsall            |     |     |     |     |     |     |     |     |     |     |     |     |     | 0–1 |     |     |     |     |     |     |     | 2–1 |     | —   |

## Play-Offs
- Los horarios corresponden al huso horario de verano británico (UTC+1).

### Cuadro
|  | Semifinales | Semifinales | Semifinales | Semifinales |  |  | Final | Final | Final |  |
|  |             |             |             |             |  |  |       |       |       |  |
|  |             |             |             |             |  |  |       |       |       |  |
|  | 4           |             |             |             |  |  |       |       |       |  |
|  |             |             |             |             |  |  |       |       |       |  |
|  | 7           |             |             |             |  |  |       |       |       |  |
|  |             | '           |             |             |  |  |       |       |       |  |
|  |             |             |             |             |  |  |       |       |       |  |
|  |             |             |             |             |  |  |       |       |       |  |
|  | 5           |             |             |             |  |  |       |       |       |  |
|  |             |             |             |             |  |  |       |       |       |  |
|  | 6           |             |             |             |  |  |       |       |       |  |
|  |             |             |             |             |  |  |       |       |       |  |
|  |             |             |             |             |  |  |       |       |       |  |

### Semifinales
| Ida; mayo de 2026 |  | vs. |  |  |  |

| Vuelta; mayo de 2026 |  | vs. |  |  |  |

| Ida; mayo de 2026 |  | vs. | ' |  |  |

| Vuelta; mayo de 2026 |  | vs. |  |  |  |

### Final
| mayo de 2026 |  | vs. |  | Wembley, Londres |  |

|  | v.s |